# 最大動圧点
最大動圧点（さいだいどうあつてん）とは、航空宇宙工学における用語で、打上げロケットや観測ロケットなどの飛翔体の飛行プロファイルにおいて、大気圏内で動圧が最大になる点、マックスQ（英語: max Q）のことである。
圧縮流体中を動く物体の動圧 q はおおまかに、流体の密度 ρ と、流体と物体との相対速度 V によって以下の式で与えられる。
{\displaystyle q={\frac {1}{2}}\rho V^{2}}
（地球での）ロケットの打上げの場合、ρ はロケットがある高度にある時のその高度における地球の大気の密度、V はその時の対気速度であるから、
- 発射の瞬間は、大気密度 ρ は最大だが飛行速度 V は 0 なので、q は 0 になる。
- ロケットが大気圏外に出れば、ρ が 0 なので V がいくら上昇しても q は 0 になる。
- ρ と V の両方が 0 より大きければ、q も 0 より大きな値をとる。

一般にほとんどのロケット（や、弾道ミサイル）の飛行プロファイルでは、高度数キロメートルから数十キロメートルのどこかでマックスQとなる。すなわち、発射直後は大気密度は次第に減少するがロケットが加速することによる寄与のほうが大きく、動圧は増大する。マックスQでは両者の寄与が丁度相殺されている。マックスQを過ぎると、加速よりも大気密度の低下による寄与が上回り、動圧は減少する。スペースシャトルでは、マックスQは高度およそ11キロメートルのあたりでおとずれ、アポロ宇宙船の打上げでは高度13-14キロメートルであった。
モノにもよるがスペースシャトルの場合だいたい35kPa、1平方メートルあたり4トン程度である。
揚力 L は L = q S CL で、また抗力 D は D = q S CD で表される。ここで、S は代表面積、CL, CD はそれぞれ揚力係数と抗力係数である。動圧が大きいほど機体に加わる空気力も大きくなるため、マックスQはロケット等の飛翔体の空力設計（外部形状の設計）・構造設計において重要となる。
なお、マックスQと似ているが、有人の場合の宇宙飛行士などが内部で感じる、振動と加速による衝撃は、動圧と、エンジンによる加速の大きさの両方が関与する。一般に発射直後のエンジン出力は100%近くで推力は一定だが、燃料が消費され推進剤として噴射されてゆくため機体の総質量が減ってゆくことにより、加速度は大きくなってゆく。多段式打上げの場合、一般に各段の切離し直前に加速度が極大となる。